# Равелино (Леко)
Равелино је насеље у Италији у округу Леко, региону Ломбардија.
Према процени из 2011. у насељу је живело 301 становника. Насеље се налази на надморској висини од 584 м.